# Brian Bloom
Brian Keith Bloom (Long Island, 30 giugno 1970) è un attore e doppiatore statunitense.
È noto per aver doppiato Capitan America in Avengers - I più potenti eroi della Terra e Marvel vs. Capcom 3: Fate of Two Worlds, Varric nella serie Dragon Age, BJ Blazkowicz nella serie Wolfenstein, Nick Reyes in Call of Duty: Infinite Warfare e Pike in A-Team, in questi ultimi due ha anche contribuito alla sceneggiatura.

## Biografia
Inizia a recitare giovanissimo, appena tredicenne interpreta il ruolo di Dusty Donovan nella soap opera Così gira il mondo, ruolo che interpreta dal 1983 al 1987. Nel 1984 debutta al cinema nel film di Sergio Leone, C'era una volta in America.
Negli anni successivi ha preso parte a molte serie tv come La tata, Melrose Place, CSI: Scena del crimine, CSI: Miami, Law & Order - Unità vittime speciali e Oz dove interpretava Ronald Barlog, inoltre ha preso parte al film Vampirella del 1996. Nel 1996 è apparso sulla rivista per sole donne Playgirl, in un servizio fotografico sexy, che non includeva il nudo integrale.
Nel 2006 ha prestato la voce per i videogiochi Driver: Parallel Lines, Command & Conquer 3: Tiberium Wars e Medal of Honor: Airborne. Nel 2006 ha preso parte al film Smokin' Aces con Ryan Reynolds e Jeremy Piven e alla serie tv di breve durata Drive nel ruolo di Allan James.
Nel 2010 è tra gli interpreti del film d'azione A-Team di Joe Carnahan, tratto dall'omonima serie televisiva degli anni ottanta, di cui è anche co-sceneggiatore.
Nel 2011 presta la voce al personaggio Varric Tethras, del videogioco Dragon Age 2 e nel 2014 presta la voce al medesimo personaggio in Dragon Age: Inquisition. Nel sito Dragon Age Keep quando si personalizza la storia dei giochi in sottofondo Varric narra le gesta e il personaggio è sempre doppiato da Brian Bloom.

## Filmografia parziale

### Cinema
- C'era una volta in America (Once Upon a Time in America), regia di Sergio Leone (1984)
- Stuff - Il gelato che uccide (1985)
- Walls of Glass (1985)
- Driving Academy - Scusi, dov'è il freno? (1988)
- La Sera Del Ballo (1988)
- Desperate for Love (1989)
- L'Achille Lauro - Viaggio nel terrore (1990)
- Brotherhood of the Gun (1991)
- Florida Keys, terra di fuoco (1992)
- Deuce Coupe  (1992)
- A casa con i Webber (1993)
- Bandit: Bandit Goes Country (1994)
- Bandit: Bandit Bandit (1994)
- Bandit: Beauty and the Bandit (1994)
- Bandit: Bandit's Silver Angel (1994)
- Confessions of a Sorority Girl (1994)
- The Colony (1996)
- Vampirella (1996)
- Escape from Atlantis (1997)
- Melanie Darrow (1997)
- The Sender  (1998)
- Extramarital (1998)
- DayBreak (1998)
- Knocking on Death's Door (1999)
- Live Virgin (1999)
- Across the Line  (2000)
- Blood Money (2000)
- Hostage Negotiator (2001)
- Baseball Wives (2002)
- McBride - Ultimo show (2005)
- Faceless (2006)
- Right at Your Door  (2006)
- Smokin' Aces (2006)
- A-Team (2010)

### Televisione
- Così gira il mondo (As the World Turns) - serie TV (1983-1987)
- Melrose Place - serie TV, 3 episodi (1994)
- La tata (The Nanny) - serie TV, 1 episodio (1996)
- Oz - serie TV, 2 episodi (2001)
- CSI: Scena del crimine (CSI: Crime Scene Investigation) - serie TV, 1 episodio (2003)
- CSI: Miami - serie TV, 1 episodio (2004)
- Law & Order - Unità vittime speciali (Law & Order: Special Victims Unit) - serie TV, 1 episodio (2005)
- Drive - serie TV, 5 episodi (2007)

## Doppiaggio
- Sealab 2021 – serie animata, 1 episodio (2003)
- Tarzan, regia di Reinhard Klooss (2013)

### Videogiochi
- Dragon Age II (2011) - Varric Tethras
- Call of Duty: Modern Warfare 3 (2011) - Yuri
- Call of Duty: Black Ops II (2012) - Strikeforce Soldier, Navy Seal, Doorman, Multiplayer
- Dragon Age: Inquisition (2014) - Varric Tethras
- Wolfenstein: The New Order (2014) - William "B.J." Blazkowicz
- Wolfenstein: The Old Blood (2015) - William "B.J." Blazkowicz
- Batman: Arkham Knight (2015) - Maschera Nera
- Call of Duty: Infinite Warfare (2016) - Nick Reyes
- XCOM 2 (2016) - Central Officer Bradford
- Marvel vs. Capcom: Infinite (2017) - Steve Rogers / Capitan America
- Wolfenstein II: The New Colossus (2017) - William "B.J." Blazkowicz
- Kingdom Hearts HD 2.8 Final Chapter Prologue (2017) - Black Guard B
- Spider-Man (2018) - Taskmaster
- Yakuza: Like a Dragon (2020) - Jo Sawashiro
- Like a Dragon Gaiden: The Man Who Erased His Name (2023) - Jo Sawashiro
- Like a Dragon: Infinite Wealth (2024) - Jo Sawashiro
- Dragon Age: The Veilguard (2024)

## Doppiatori italiani
Nelle versioni in italiano delle opere in cui ha recitato, Brian Bloom è stato doppiato da:
- Alessandro Quarta in C'era una volta in America, La sera del ballo
- Vittorio De Angelis in 2000 Malibu Road, CSI - Scena del crimine
- Stefano Onofri in Driving Academy - Scusi, dov'è il freno
- Alessio Cigliano in Melanie Darrow - Delitto in famiglia
- Oreste Baldini in Cold Case - Delitti irrisolti
- Fabrizio Pucci in CSI: Miami
- Saverio Indrio in CSI: NY
- Francesco Prando in A-Team
- David Chevalier in Senza traccia
- Giorgio Bonino in Bandit
- Gaetano Lizzio in Right at Your Door
- Giulio Renzi Ricci in C'era una volta in America (ridoppiaggio)

Da doppiatore è sostituito da:
- Mario Zucca in Wolfenstein: The New Order, Wolfenstein: The Old Blood e Wolfenstein II: The New Colossus[1][2][3]
- Ivo De Palma in Batman Arkham Origins, Batman Arkham Khight
- Alessandro Rigotti in Starcraft II - Wings of Liberty
- Silvio Pandolfi in Call of Duty: Modern Warfare II
- Fabrizio Pucci in The Zodiac
- Diego Baldoin in Marvel's Spider-Man[4]
- Davide Fazio in Batman: Arkham Shadow